# Святая Цецилия (Стефано Мадерно)
Мученичество святой Чечилии (итал. Martirio di Santa Cecilia) — мраморная скульптура работы итальянского скульптора Стефано Мадерно (1599—1600), произведение позднего Возрождения, находится перед алтарём церкви Санта-Чечилия-ин-Трастевере в Риме. В 1599 году в катакомбах святого Каллиста, где по легенде была погребена святая мученица, было найдено захоронение Чечилии. Гробницу ненадолго открыли, скульптору Стефано Мадерно было разрешено осмотреть нетронутое тело. Именно после этого он создал знаменитую мраморную фигуру. Скульптура расположена у алтаря из мрамора и позолоченной бронзы в нише из чёрного мрамора.
Святая мученица изображена именно в том положении, в котором палач, согласно тексту «Золотой легенды», оставил её после того, как трижды ударил её по шее, но не смог сразу её обезглавить. На шее скульптуры видны три пореза, из которых как бы вытекает несколько капель крови. Согласно традиции (не обоснованной документально), лежащая фигура должна воспроизвести точное положение, в котором тело святой было найдено во время восстановительных раскопок.
Произведение Мадерно натуралистично, но по стилю его можно отнести к протобарокко, так как скульптор изобразил не идеализированный момент смерти мученицы, а трагическую сцену, натуралистически представляющую смерть святой. За основу он взял пример античных задрапированных мраморных фигур, которые он в то время копировал.
В 2001 году закончилась реставрация скульптуры, после которой стало возможным увидеть лицо святой.